# Philipp Schoch
Philipp Schoch (Winterthur, Suïssa 1979) és un surfista suís, guanyador de dues medalles olímpiques d'or.

## Biografia
Va néixer el 12 d'octubre de 1979 a la ciutat de Winterthur, població situada al cantó de Zúric. És germà del també surfista i medallista olímpic Simon Schoch.

## Carrera esportiva
Especialista en l'eslàlom paral·lel, va particiar als 22 anys en els Jocs Olímpics d'Hivern de 2002 realitzats a Salt Lake City (Estats Units), on aconseguí guanyar la medalla d'or en aquesta prova.
Participà novament en els Jocs Olímpics d'Hivern de 2006 realitzats a Torí (Itàlia), on aconseguí renovar la seva medalla d'or i batent en la final el seu propi germà, esdevenint així el primer surfista de neu en aconseguir revalidar el títol olímpic en qualsevol de les modalitats.
Al llarg de la seva carrera ha guanyat dues medalles de plata en el Campionat del Món de surf de neu. L'any 2005 guanyà, així mateix, la Copa del Món en la modalitat d'eslàlom paral·lel.